# Кутище (Золочівський район)
Кути́ще — село в Україні, у Підкамінській селищній громаді Золочівського району Львівської області. Колишній орган місцевого самоврядування — Паликоровівська сільська рада, якій були підпорядковані села Паликорови, Кутище, Яснище, нині орган місцевого самоврядування — Підкамінська селищна громада. Населення становить 213 осіб. 

## Населення
1857 року населення села Кутище становило 332 особи, 1870 року — 401 особа. За даними, поданими у «географічному словнику Королівства Польського», 1880 року в селі мешкало 366 осіб та 42 особи мешкало на панському дворі. Станом на 1885 рік населення становило 408 осіб, з них — 60 поляків, 340 українців, 8 юдеїв.
В селі, відповідно до перепису 31 грудня 1900 року було 69 житлових будинків, де мешкало 437 осіб (219 чоловіків, 218 жінок), у тому числі 50 осіб вважали себе римо-католиками, 387 осіб — греко-католиками. На панському дворі мешкало 73 особи (41 чоловік, 32 жінки), з них: 62 українців, 6 поляків та 5 юдеїв.
1904 року в Кутищах мешкало 510 осіб, напередодні першої світової війни — 552 особи, у серпні 1918 року — 430 осіб.
У 1914-1918 роках Кутище перебувало в зоні бойових дій. У серпні 1918 року в селі залишилося лише 4 вцілілих житлових будинки, 40 будинків були знищені частково, 60 — знищені повністю. Селяни жили в землянках, шалашах, по кілька родин в одному будинку. Запаси збіжжя на зиму 1918/1919 років мали лише у 5 господарств.
Станом на 30 вересня 1921 року в селі Кутище було 112 будинків, де мешкало 489 осіб (239 чоловіків, 250 жінок), з них 420 українців, 69 поляків.
1931 року в селі було 117 будинків, де мешкало 569 осіб.
На початку січня 1939 року в селі Кутище мешкало 610 осіб, з них 540 — українці, 70 — поляки. За даними всеукраїнського перепису населення 2001 року у селі мешкало 213 осіб.
Мова
Розподіл населення за рідною мовою за даними перепису 2001 року був наступним:
| українська | 213 | 100,00 |

## Назва
За легендою колись поблизу сучасного села Кутище існувало старіше поселення Троянівка, що було спалене під час одного з численних татарських нападів. Вцілілі мешканці Троянівки втекли до лісу та повернулися після погрому до спаленого поселення. Власні оселі вже на тому згарищі не відбудовували. Почали будуватися тоді в куті під лісом, даючи тим самим початок новому поселенню, яке назвали — Кутищем.
Жартівливо жителів села Кутище називали «клинці». «Кутищанські клинці пекли чорта в ринці».[джерело?]

## Історія

### Від першої згадки й до 1939 року
Село засноване 1544 року подільським воєводою Яном Олеським. Село згадане під час уточнення на місцевості кордону між Польським королівством і Великим князівством Литовським. Належало до сіл Олеського замку Львівської землі Руського воєводства.
У 1552 році власниками декількох поселень Золочівського ключа, у тому числі і Яснища була родина Гурків.
Село мало укріплений замок. За легендою з його бійниць під час одного з численних нападів татар був вбитий татарський хан. Порохівниця замку проіснувала до 1856 року та була розібрана за наказом власника села Владислава Кунашевського.
1648 року села Кутище та Яснище разом мали площу близько двох ланів або 24 га, а населення становило лише 36 осіб. Під час національно-визвольної війни через село проходило козацьке військо під проводом полковників Данила Нечая, яке близько трьох місяців тримало в облозі Бродівський замок. Козацько-татарське військо, що поверталося після перемоги над військом Речі Посполитої у битві під Пилявцями 1648 року, увійшло на територію Львівської землі з боку Збаража і Тернополя. Тоді села Кутище та Яснище сплатило 21 злотих 27 грошів податку. У 1648—1649 роках збирали подвійний податок для покриття недоїмки минулих років. Цю суму сплатили не селяни, а власниця села — Анна Гурська. Про спустошення сіл Кутище та Яснище у 1649 році присягу перед польською владою складали Іван Вовків з Кутища та Петро Сидорович з Яснища. Із сплаченого селами Кутище та Яснище податку можна зробити висновок, що в обох селах, на той час, мешкало близько 210 осіб (10 грошів від особи). Наступного, 1650 року, села мали сплатити 15 злотих 2 грошів податку, але через спустошення села Анни Гурської сплатили лише 9 злотих податку. Відповідно до сплаченої суми, в обох селах залишалося приблизно 90 платоспроможних осіб.
Від 1661 року села Кутища та Яснища перебували у власності Бжуховських. У 1661—1668 роках — у власності Томаша Бжуховського, а від 1668 року — у власності Станіслава Бжуховського. Станіслав Бжуховський у червні 1668 року пожертвував на будівництво лікарні у Підкамені, а також зобов'язався утримувати цей будинок. Після його смерті це мали робити його спадкоємці. Також Станіслав дав розпорядження забезпечувати продуктами всіх убогих, які перебуватимуть у лікарні. За це знедолені повинні були молитися на Славу Божу 2 рази на день.
1734 року помер власник сіл Кутище та Яснище Ян Бжуховський і село Кутище на правах оренди перейшло до підкамінського монастиря отців домініканів. Проти оренди монастирем села Кутище виступив Антоній Чосновський, який був одружений з Розалією з родини Бжуховських. Ченці погодилися владнати справу мирно, але за умови, аби Чосновський виплатив належні монастирю відсотки. Чосновський відмовився сплачувати і навіть покалічив судових виконавців, які за позовом монастиря вирішували цю проблему в селі Кутище.
У 1830—1845 роках власником села був граф Леопольд Стаженьський, у 1845—1850 — Еразм Коритовський та Франциск Бялецький, від 1851 року — Владислав Кунашевський.
1887 року в селі існувала кредитна спілка з капіталом 139 злотих, також працював млин.
У 1901 році власниками земель в селі Кутище були родини Олійник (Павло, Микола, Софія та Анна з родини Кужель), Ясній (Іван, Федько, Максим), Диня (Катерина, Роман), Станіславчук (Кароль, Марія), Щепчук (Прокіп, Анастасія), Ясінський Домнік.

### Друга Світова війна (1939—1945)
У складі радянської армії на фронтах другої світової війни воював 71 житель села Кутище, з них 14 — загинули, а 28 — за бойові заслуги нагороджені орденами та медалями. 

### Радянські репресії та діяльність УПА (1944—1953)
Протягом 1947—1954 років через допомогу УПА, а найчастіше за сфабрикованими обвинуваченнями, окупаційною радянською владою було незаконно засуджено та відправлено на спецпоселення до Сибіру близько 20 осіб, серед них, родини Кравчуків, Кургутів, Тиловатих, Українець. Реабілітовані Львівською обласною прокуратурою у 1991—1992 роках.

### Радянський період (1944—1991)
За радянських часів на території села діяв виробничий підрозділ колгоспу імені 17 Вересня, до складу якого входили тракторна бригада відгодівельного комплексу, току. На початку 1990-х років було збудовано пекарню, столярний цех та пилораму.

## Церква Святого Миколая та парафія
В селі була дерев'яна церква Святого Миколая, споруджена ще у XVII столітті. За легендою, церкву збудували 1621 року для села Троянівка, яке згодом було знищене татарами. Пізніше утворилось село Кутище, куди перенесли цю церкву. Церкву освятили у 1789 році, тоді вона належала до Луцької єпархії.
У 1836 році в селі Кутище адміністратором парафії був отець Стефан Левицький. Парафія належала до Залозецького деканату греко-католицької церкви та налічувала 479 вірного (разом з дочірньою парафією в Яснищі). В Кутищі діяла парафіяльна школа. У 1839—1840 роках парохом (адміністратором капеланії) був отець Костянтин Дебельський. На той час він опікувався парафією, що належала до Залозецького деканату греко-католицької церкви та налічувала 497 вірних, з них 246 — у материнській парафії в Кутищі та 251 — у дочірній парафії в Яснищі. В Кутищі діяла парафіяльна школа. 1839 року у адміністратора капеланії отця Костянтина Дебельського виник конфлікт з парафіянами та сільською управою. Селяни звинувачували пароха у невиконанні покладених на нього обов'язків та здирництві. Справу розслідувала Львівська консисторія. Архівні документи також містять свідчення селян на захист пароха.
У 1843 році в селі Кутище адміністратором парафії був отець Антоній Моравецький з Панасівки. Парафія належала до Залозецького деканату греко-католицької церкви та налічувала 501 вірного, з них 242 — у материнській парафії в Кутищі та 259 — у дочірній парафії в Яснищі. При парафії діяла школа. У 1845—1858 роках парафією опікувався отець Даніель Зарицький із Загірців, яка налічувала у різні роки від 529 до 553 вірних.
У 1858—1859 роках адміністратором капеланії був отець Адам Жуковецький з Панасівки, що опікувався 543 вірними, згодом чисельність парафіян збільшилася до 552. У 1860—1863 роках парафією опікувався отець Конон Городницький. У  1864—1868 роках парохом був отець Віктор Ілляшевич, який опікувався 574 вірними (разом з дочірньою парафією в Яснищі). У 1868 році парохом був отець Адам Жуковецький з Панасівки. У цей час під його опікою було 606 вірних (разом з дочірньою парафією в Яснищі). У 1871—1872 року парохом був отець Александер Глебовицький, а парафія налічувала 604 вірних. У 1874—1882 роках парохом був отець Григорій Аліскевич, парафія налічувала від 604 до 643 вірних (разом з дочірньою парафією в Яснищі).
1885 року парохом був о. Роман Ландер, а парафія налічувала 643 вірних, 1890 рік — 660 вірних. У 1900 році пахохом в Кутищах був Зенон Гутковський. Під його опікою було 800 парафіян (разом з Яснищами), У 1906—1914 роках парох Мечислав Скоморовський опікувався 923 вірними (разом з с. Яснищами). При церкві була крамниця.
Під час першої світової війни в селі через сильні позиції москвофілів і з початком російської окупації теренів Брідського повіту, місцева греко-католицька громада перейшла на московське православ'я.
1936 року парохом був о. Зеновій Новаківський.
На час проведення Львівського псевдособору 1946 року парохом сіл Кутище та Яснище був о. Олександр Оришкевич, висвячений 1936 року в Римі по закінченні студій в Папській Семінарії святого Йосафата. Не підписавшись під рішенням даного Собору, він залишився вірним Католицькій Церкві та прослужив на цій парафії до 1950 року, коли був ув’язнений та засланий до Сибіру на 10 років. По арешті його місце зайняли служителі РПЦ, а 1961 року храм був закритий владою. 1955 року о. Олександр Оришкевич повернувся з заслання та оселився в Олеську. Він дожив до виходу УГКЦ з підпілля та помер наприкінці 1990-х років.
1988 року церква Святого Миколая відновила свою роботу, але вже як православна. На зборах села вирішили передати в користування православній громаді стареньку прицвинтарну церкву. Греко-католицька громада залишилася в новій церкві, а в селі Яснище вірні дістали в користування колишній костел та стали окремою парафією.
Від 1988 року парохами були о. Ігор Сорока, о. Володимир Макаруха, о. Ярослав Думінський, о. Володимир Дмитерко, о. Степан Сирота, о. Василь Чайківський, о. Володимир Бойко, о. Ярослав Войтів, о. Василь Жданянчин. Від 2007 року — о. Василь Городецький. Нині парафія Святого Миколая, як і сам храм належать до Бродівського деканату Сокальсько-Жовківської єпархії УГКЦ.
16 жовтня 2011 року в приміщенні церкви виникла пожежа. Полум'я вщерть зруйнувало церкву. Пожежникам не вдалось урятувати ані храму, ані церковного майна. За інформацією РІСУ, втрачено рукописні богослужбові книги, старовинні ікони, серед них образ Пресвятої Богородиці, датований 1721 роком, та підсвічники. Однак найбільшу цінність становив знищений пожежею іконостас XVIII століття, перенесений сюди з села Паликорови.

## Шкільництво
Ґміна Кутище на початку серпня 1873 року постановила збудувати в селі Кутище тривіальну школу. Будинок філіяльної народної школи збудований того ж року. Початково там вчителював Ян Зелінський, але 1874 року посада вчителя була вакантною. У різні роки у школі вчителювали: Іполіт Долінський (1876—1877 роки), Юліан Долінський (1877—1878 роки, попередній рік вчителював у школі в Яснищах), Йоган Генрік (1878—1879 роки), Євстахій Крайнік (1879—1880 роки), Францішка Сокульська (1880—1883 роки, попередній рік вчителювала у школі в Яснищах), Ян Савич (1883—1884 роки), Созонт Ходоровський (1884—1887 роки). За вчителювання Якуба Ковальчука (1887—1893 роки) школа стала однокласною, де у наступні роки вчителювали: Юзеф Калиновський (1894—1895 роки), Григорій Назаревич (1895—1896 роки), Емельян Гудима (1896—1903 роки), Йосафат Шебець (1903—1904 роки). У 1904—1905 роках посада вчителя була вакантною.. Упродовж наступних років тут вчителювали: Станіслав Квасницький (1905—1912 роки), Юзеф Шахновський (1912—1913 роки), Стефан Шмідт (1913—1914).

## Відомі люди

### Власники села
- Францішек Бжуховський — польський шляхтич, військовик, державний діяч Речі Посполитої, любачівський каштелян. Дідич сіл Кутище та Яснище[60].
- Ян Бжуховський — дідич Яснища та Кутища, батько Францішека та Станіслава Бжуховських.

### Освіта, наука, військовики
- Бакун Василь (1897—1976) — військовик УГА, громадський діяч.
- Паліїв Василь — український громадський та військовий діяч, поручник УГА.
- Ясній Петро Володимирович — український науковець в галузі механіки деформівного твердого тіла, механіки руйнування, доктор технічних наук, професор, заслужений діяч науки і техніки України, ректор Тернопільського національного технічного університету імені Івана Пулюя.